# Чавизам
Чавизам (шпански: chavismo) је левичарска политика утемељена на идејима, програмима и стилу повезаним уз лик и дело бившег председника Венецуеле, Уга Чавеза. Успон и развој чавизма историјски се одвијао од краја 90-их година па до Чавезове смрти 2013. године, с тим да је његов наследник, Николас Мадуро, наставио са провођењем чавистичке политике.
Чавизам комбинује поједине елементе политичке партиципативне демократије,  економског социјализма, левог популизма, патриотизма, интернационализма боливаризма, феминизма, зелене политике, те политике интеграције Латинске Америке и Кариба. Чавизам се махом промовисао преко Боливарске револуције, која је била службена политика Чавезовог мандата.
Присталице политике чавизма називају се чависти.

## Политике
Унутар Венецуеле, неколико политичких странака подржава чавистичку политику, а главна међу њима је Чавезова странка, Уједињена социјалистичка странка Венецуеле. Друге странке које подржавају ову политику су Домовина за све и Тупамароси.
У ширем контексту, чавистичка политика укључује и национализацију кључних делова привреде, програме социјалне помоћи те противљење неолиберализму, тј. нерегулисаном моделу капитализма. Чавез је лично нагласио како његова политика прихвата приватно власништво, али како такође промовише друштвено власништво под демократском контролом. У склопу политике спадају и партиципативна демократија те демократија на радном месту. У јануару 2007. године, Чавез је предложио развијање комуналне државе, чија је главна идеја изградња самоуправних институција попут комуналних савета, комуна и комуналних градова.
Спровођење чавистичке политике онемогућавају притисци најмоћнијих глобалних сила, а притисци подразумевају политичку и економску изолацију земље, кроз увођење различитих санкција, пре свега у области економије, што води смањењу животног стандарда становништва.

## Подршка
По политикологу Џону Магдалену, број Венецуеланаца који се декларишу као чависти је опао од Угове смрти и погоршања економије током мандата Николаса Мадура, од 44% у октобру 2012. до 22% у децембру 2014. године. У фебруару 2014, анкета спроведена од стране Међународне обавештајне агенције, организације створене од стране др Хуана Вићента Скорцеа, социолога и антрополога за национални експеримент Универзитета оружаних снага открила је да 62% Венецуеланаца себе сматра подршком или следбеницима идеја Уга Чавеза. До 2016. многи чависти су постали разочарани владом боливаризма и тражили су да се преселе из Венецуеле у стабилнију земљу.

## Чавизам у медијима
У „Стандард недељнику“ из 2005. Тор Халворсен Мендоса описао је срж чавизма као далекосежну спољну политику чији је циљ да успостави слободну несврстану федерацију револуционарних република као блок отпора у Америци.
2006. Ноам Чомски изразио је одређен степен подршке за Чавеза и његову политику, говорећи да је он био „прилично заинтересован“ за његове политике и да је сматрао „многе од њих“ као „сасвим конструктивне“. Он је приметио најважније, да Чавез ужива неодољиву подрку свог народа после „шест пажљиво надзираних избора“.
По чланку у Њујорк Сан-у чавизам је одбијен на изборима око 2006. године у Перуу, Колумбији и Мексику, а Ел Универзал је известио да се бивши бразилски председник Луис Инасио Лула да Силва удаљио од чавизма, говорећи да Бразил није Венецуела, и да има своје традиционалне институције. Ипак, Лула је подржао Уга Чавеза на венецуеланским председничким изборима 2012. Такође је подржао Николаса Мадура на венецуеланским изборима 2013. године.
Новине „ Нација“ су приметиле на својим издавачким листовима да:
„Чавизам није адекватни опис социјалног покрета који представља Чавезову политичку основу, од кад су многе организације преураниле свој успон до политичке моћи, а њихове вође и кадрови створили извештачено схватање њихове везе са Чавезом. У протеклих неколико година, открића друштвених научника потврдила су да је сарадња између централне владе и партиципативних локалних организација повећала дебату, и да демократија напредује у Венецуели.
Чавизам је одшио лудачку кошуљу латиноамеричког дискурса после Хладног рата, нарочито табу против државне регулације привреде и економске редистрибуције. Јавна политика, укључујући економску политику, сада је отворена за дискусију и важније, утиче на народ. Ово је у оштром контрасту Костариком, где је пре неколико месеци, њен Врховни суд, са подршком своје извршне власти, забранио јавним универзитетима не само супротстављање, него чак дискусију о Централно-америчком споразуму о слободној трговини, који је ускоро победио национални референдум од стране климаве маргине“.
У фебруару 2014. око годину дана после Чавезове смрти, Атлантик је изјавио да:
„Уго Чавез је засновао популарност на својој изванредној харизми, на великој количини дискреционог новца, и кључно, на добро тестираној политичкој поруци: осуђивању прошлости и обећавању боље будућност за све. Венецуеланци млађи од 30 година (што је већина становништва) нису знали ни једну другу владу до Чавезове или Мадурове. За њих је чавизам прошлост. Што се тиче обећања боље будућности: резултати су ту. Катастрофалне последице политике Чавезовог социјализма 21. века је немогуће више прикрити и влада је остала без изговора. Окривљујући Цију, „фашистичку опозицију“ или „тамне међународне снаге“, како су Мадуро и његови савезници обично чинили, постала је инспирација за пародије које су преплавиле Јутјуб. Конкретни ефекти 15 година чавизма су видљиви у празним полицама и препуним мртвачницама“.
У 2015. години када је „Економист“ говорио о корупцији у Латиноамерици, наведено је да:
„Заменици колонијалне ере су поставили образац. Они су централиизовали власт и купили оданост локалних интересних група. Каудиљос, диктатори и изабрани председници наставили су традицију персонализовања моћи. Венецуелански чавизам и кирчеризам госпође Фернандез су данашње појаве“.